# Hans Antonitsch
Hans Antonitsch (laut Taufbuch Johann) (* 2. November 1897 in Hohenmauthen/Muta, Untersteiermark (heute Slowenien); † im 20. Jahrhundert) war ein österreichischer Buchhalter und Politiker.

## Leben
Antonitsch war der Sohn des k.k. Gendarmerie-Postenführers Johann Antonitsch (* 27. Mai 1865) und dessen Ehefrau Antonia geb. Gross (* 8. April 1875).
Antonitsch besuchte die Realschule und dann die Infanterie-Kadettenschule in Brünn. 1917 wurde er Fähnrich bei den Tiroler Kaiser-Schützen. Nach dem Ersten Weltkrieg besuchte er ab 1919 einen Abiturientenkurs für den Berufswechsel. Er wurde Buchhalter in Villach. 1930 erhielt er die Konzession zum Betrieb eines periodischen Personentransportes auf der Strecke Villach – Ledenitzen.
Er war zunächst römisch-katholisch und konvertierte am 20. Dezember 1919 zur Evangelische Kirche A.B. in Österreich.

## Politik
Im Ständestaat war er vom 19. November 1934 bis zum 11. März 1938 als Vertreter von Handel und Verkehr Mitglied im Ständischen Kärntner Landtag. Im Landtag war er Mitglied des Wirtschaftsausschusses.

## Anerkennungen
- 1936 Ehrenbürger der ehemaligen Gemeinde Landskron bei Villach